# Campeonato Mundial de Tiro con Arco al Aire Libre de 1969
El XXV Campeonato Mundial de Tiro con Arco al Aire Libre se celebró en Valley Forge (Estados Unidos) entre el 11 y el 20 de agosto de 1969 bajo la organización de la Federación Internacional de Tiro con Arco (FITA) y la Federación Estadounidense de Tiro con Arco.

## Medallistas

### Masculino
| Evento                  | Oro                                                | Plata                                                  | Bronce                                        |
| ----------------------- | -------------------------------------------------- | ------------------------------------------------------ | --------------------------------------------- |
| Arco recurvo individual | Hardy Ward Estados Unidos                          | John Williams Estados Unidos                           | Graeme Telford Australia                      |
| Arco recurvo por equipo | Hardy Ward John Williams Ray Rogers Estados Unidos | Arne Jacobsen Herluf Andersen Leif Skovgaard Dinamarca | Ian Dixon Roy Matthews Gary Sykes Reino Unido |

### Femenino
| Evento                  | Oro                                                 | Plata                                                            | Bronce                                                         |
| ----------------------- | --------------------------------------------------- | ---------------------------------------------------------------- | -------------------------------------------------------------- |
| Arco recurvo individual | Dorothy Lidstone · Canadá                           | Doreen Wilber Estados Unidos                                     | Nonna Kozina URSS                                              |
| Arco recurvo por equipo | Nonna Kozina Emma Gapchenko Tatiana Obraztsova URSS | Dorothy Lidstone · Virginia Parkhurst · Carol Armstrong · Canadá | Maria Mączyńska · Hanna Brzezińska · Irena Ulatowska · Polonia |

## Medallero
| Núm. | País           | Oro | Plata | Bronce | Total |
| ---- | -------------- | --- | ----- | ------ | ----- |
| 1    | Estados Unidos | 2   | 2     | 0      | 4     |
| 2    | Canadá         | 1   | 1     | 0      | 2     |
| 3    | URSS           | 1   | 0     | 1      | 2     |
| 4    | Dinamarca      | 0   | 1     | 0      | 1     |
| 5    | Australia      | 0   | 0     | 1      | 1     |
| 5    | Polonia        | 0   | 0     | 1      | 1     |
| 5    | Reino Unido    | 0   | 0     | 1      | 1     |
|      | TOTAL          | 4   | 4     | 4      | 12    |